# Teinostoma cryptospira
Teinostoma cryptospira är en snäckart som först beskrevs av Addison Emery Verrill 1884.  Teinostoma cryptospira ingår i släktet Teinostoma och familjen Vitrinellidae. Inga underarter finns listade i Catalogue of Life.